# Gle Mancang (berg)
Gle Mancang är ett berg i Indonesien.   Det ligger i provinsen Aceh, i den västra delen av landet, 1 800 km nordväst om huvudstaden Jakarta. Toppen på Gle Mancang är 180 meter över havet.
Terrängen runt Gle Mancang är huvudsakligen kuperad, men söderut är den platt. Runt Gle Mancang är det glesbefolkat, med 18 invånare per kvadratkilometer. Omgivningarna runt Gle Mancang är en mosaik av jordbruksmark och naturlig växtlighet.